# Wolfsburg
Wolfsburg (hrv. Vučji grad) grad je u njemačkoj saveznoj državi Donjoj Saskoj. Leži na obalama rijeke Aller, sjevernoistočno od Braunschweiga. Ime je dobio po dvorcu izgrađenom oko 1300. godine.
Mladi grad Wolfsburg (formiran 1938. oko manjeg naselja Hesslingen)  sjedište je giganta automobilske industrije, tvrtke Volkswagen. Šire je poznat po muzeju automobilizma, te po nogometnom klubu VfL Wolfsburg koji je u sezoni 2008./2009. izborio titulu prvaka Bundeslige.

## Gradovi prijatelji
- Sarajevo, Bosna i Hercegovina  (od 1985.)
- Marignane, Francuska  (od 1963.)
- Pokrajina Pesaro e Urbino, Italija (od 1975.)
- Toyohashi, Japan  (od 2002.)
- Čangčun, Kina
- Puebla, Meksiko
- Halberstadt, Njemačka  (od 1989.)
- Bielsko-Biała, Poljska  (od 1998.)
- Toljati, Rusija  (od 1991.)
- Luton, UK  (od 1950.)

## Vanjske poveznice
- Službena stranica (njem.) (engl.)

### Ostali projekti
|  | Zajednički poslužitelj ima još gradiva o temi Wolfsburg |